# Marie Gillain
Marie Gillain (Lieja, 18 de junio de 1975) es una actriz belga. En 1995, protagonizó la película La carnaza (L’Appat), trabajo por el que fue nominada a los premios César y el premio Romy Schneider.

## Filmografía
- Mon père, ce héros (1991) - Véronique.
- Un homme à la mer (1993, TV) - Camille.
- Marie (1994) - Marie.
- La carnaza (1995) - Nathalie.
- Las afinidades electivas (1996) - Ottilia.
- An Air So Pure (1997) - Julie d'Espard.
- Le Bossu (1997) - Aurore.
- La cena (1998) - Allieva.
- Harem Suare (1999) - Safiye.
- Laissons Lucie faire! (2000) - Lucie.
- Barnie et ses petites contrariétés (2001) - Margot.
- Absolument fabuleux (2001) - Safrane.
- Laissez-passer (2002) – Olga.
- Not For, or Against (2003) – Caty.
- Tout le plaisir est pour moi (2004) - Louise.
- Hell (2005) - Anne.
- La voix de Laura (2005, TV) - Laura.
- Black Box (2006)
- Ma vie n'est pas une comédie romantique (2007)
- La clef (2007) - Audrey.
- Les Femmes de l'Ombre (2008) - Suzy Desprez.
- La très très grande entreprise (2008)
- Magique (2009)
- Coco Before Chanel (2009)
- The Little Prince (2010, serie TV) (2010–2013) Rose.
- All Our Desires (2011)
- Landes (2013)
- Valentin Valentin (2015)